# Cybaeus kunisakiensis
Espèce
Cybaeus kunisakiensis est une espèce d'araignées aranéomorphes de la famille des Cybaeidae.

## Distribution
Cette espèce est endémique de la préfecture d'Ōita sur Kyūshū au Japon,.

## Description
Le mâle holotype mesure 4,10 mm et la femelle paratype mesure 4,25 mm.

## Étymologie
Son nom d'espèce, composé de kunisaki et du suffixe latin -ensis, « qui vit dans, qui habite », lui a été donné en référence au lieu de sa découverte, Kunisaki.

## Publication originale
- Ihara, 2003 : Geographic differentiation of the miyosii-group of Cybaeus (Araneae: Cybaeidae) in western Japan, with descriptions of two new species. Acta Arachnologica, vol. 52, no 2, p. 103-112 (texte intégral).